# Альостерна
Тютюнниця (Alosterna Mulsant, 1863 = Allosterna Stierlig, 1898) — рід жуків з родини Скрипунових (Cerambycidae). 
В Україні розповсюджено 2 види:
- Тютюнниця інґрійська (Alosterna ingrica (Baeckmann, 1902))
- Тютюнниця звичайна (Allosterna tabacicolor De Geer, 1775)